# Horta (metrostation)
Horta is een metrostation van de Metro van Barcelona gelegen aan lijn 5. Het station ligt onder carrer de Lisboa in het district Horta-Guinardó van Barcelona. De opening was in 1967 toen de toenmalige lijn II verlengd werd naar de buurt Horta vanaf station Vilapicina. Toen in 1970 lijn II opgenomen werd in lijn V werd Horta het eindstation van die lijn. Dat zou het blijven tot 2010, als lijn 5 (in 1982 vervangen Arabische cijfers de Romeinse cijfers als lijnnummers) uitgebreid wordt tot Vall d'Hebron, waar hij samenkomt met lijn 3.
Boven het gedeeltelijk gebogen eilandperron van 90 meter lang is er bij elk uiteinde een toegangshal met kaartverkoop, een met twee ingangen en een barretje (bij Plaça de Ibiza) en de ander met een enkele ingang.